# فنجاني شوكي الأبواغ
فنجاني شوكي الأبواغ (الاسم العلمي: Peziza echinospora) هو نوع من الفطريات يتبع جنس الفنجاني من فصيلة الفنجانية.